# Ранкиярви
Ранкиярви (фин. Rankijärvi, Rankjärvi) — бессточное озеро на территории Хаапалампинского сельского поселения в Сортавальском районе Карелии. Располагается северо-восточнее озера Куоккаярви на высоте 26 м над уровнем моря.
Вдоль юго-восточного берега Ранкиярви проходит железнодорожная линия Хийтола — Янисъярви, ранее на ней располагался остановочный пункт 246 км (Ранкъярви), находившийся возле восточного берега озера.
На северо-восточном берегу озера находится хутор с фермерским хозяйством. В 1927 году на финской карте указан урез воды 26,4 м, у озера расположены хутор и деревни фин. Rintela и фин. Jaakkola.

## Галерея

озеро, восточный берег
Хутор